# Летбридж
Летбридж (англ. Lethbridge) — город в канадской провинции Альберта. Самый большой город Южной Альберты, четвёртый по населению и третий по площади  провинции. Расположен у подножия Скалистых Гор, на реке Олдмен, к юго-востоку от самого большого города провинции, Калгари.
Летбридж является коммерческим, экономическим, транспортным и промышленным центром Южной Альберты. Город возник в конце XIX века как поселение около угольных шахт. В городе имеется университет и кампусы двух колледжей, расположенных в Южной Альберте, театры, музеи и спортивные центры.

## История
До XIX века территорию, на которой сейчас находится Летбридж, населяли различные индейские народы, в частности, черноногие, сарси, кри и ассинибойны. В 1869 году армия США запретила продажу спиртного черноногим в соседней Монтане. После этого два торговца, Джон Хили и Алфред Хэмилтон, начали продажу виски в Канаде, установив торговый пост около современного Летбриджа и назвав его Форт-Хэмилтон. В 1873 году продажа виски привела к резне ассинибойнов, известной как резня у Сайпресс-Хилл. Северо-Западная конная полиция, вызванная для прекращения торговли спиртным и наведения порядка, прибыла в форт 9 октября 1874 года и взяла его под свой контроль на 12 лет.
В 1874 году предприниматель Николас Ширан открыл здесь угольные шахты, а в 1882 году добычей угля занялась английская Северо-Западная Угольная и Навигационная Компания (англ. Western Coal and Navigation Company). Президентом компании был Уильям Летбридж, по имени которого и был назван город. Сам Летбридж никогда не был в Канаде, и город получил название в честь него в надежде, что компания дополнительно инвестирует в инфраструктуру города. К началу XX века на шахтах работали около 150 человек, производивших ежедневно 300 тонн угля. Это был крупнейшее угольное предприятие в Западной Канаде, и добыча достигла пика во время Первой мировой войны. После войны уголь как источник энергии был постепенно вытеснен нефтью и газом, и угольная промышленность в Летбридже вошла в кризис. Последняя шахта в Летбридже закрылась в 1957 году.
28 августа 1885 года в Летбридже была открыта железная дорога, построенная Железнодорожной и угольной компанией Альберты (англ. Alberta Railway and Coal Company). Через пять лет последняя купила Северо-Западную Угольную и Навигационную Компанию. Открытие железной дороги привело к подъёму экономики Летбриджа, связанному с заселением южной Альберты иммигрантами. В 1905 году Canadian Pacific Railway сделала Летбридж одной из своих крупнейших станций, в 1909 году открыла виадук Летбридж, один из крупнейших в мире. В 1980-е годы большая часть товарной станции была выведена из города.
Между 1907 и 1913 годами город пережил бурное развитие, в результате которого стал крупнейшим центром услуг Южной Альберты. Такие проекты, начатые мэрией города, как постройка электростанции, станции очистки воды, трамвайной системы (закрыта в 1947 году) и выставочного комплекса, а также рост цен на недвижимость и интенсивное строительство, привели к превращению Летбриджа из шахтёрского посёлка в большой город. Между мировыми войнами, однако, город испытал экономический спад, связанный в основном с кризисом угольной промышленности. После Второй мировой войны ирригация сельскохозяйственных земель вокруг Летбриджа снова привела к экономическому подъёму и росту населения города. В апреле 1957 года открылся Летбриджский колледж, в 1967 году — Летбриджский университет.

## Достопримечательности

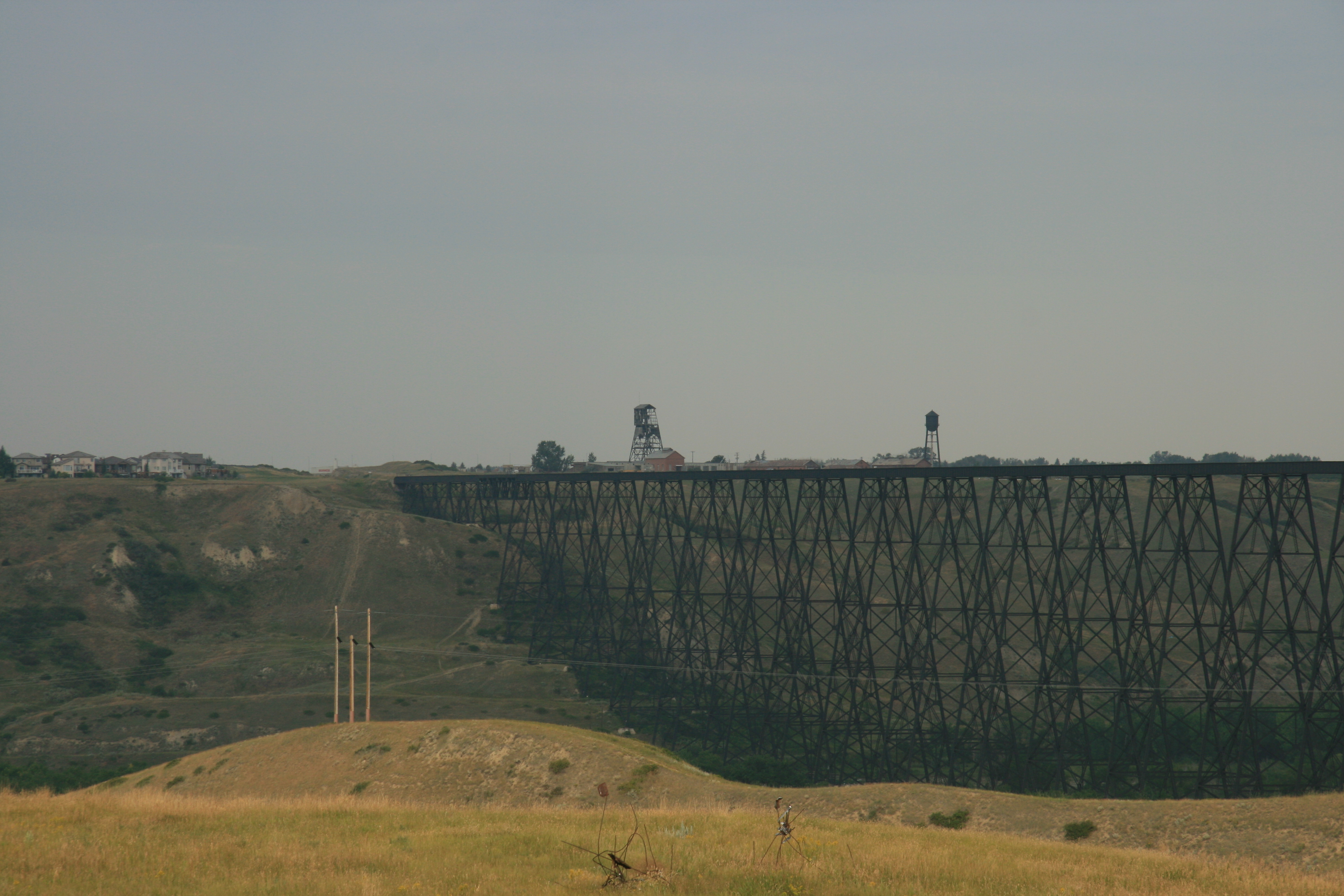
Виадук Летбридж, 2008 год
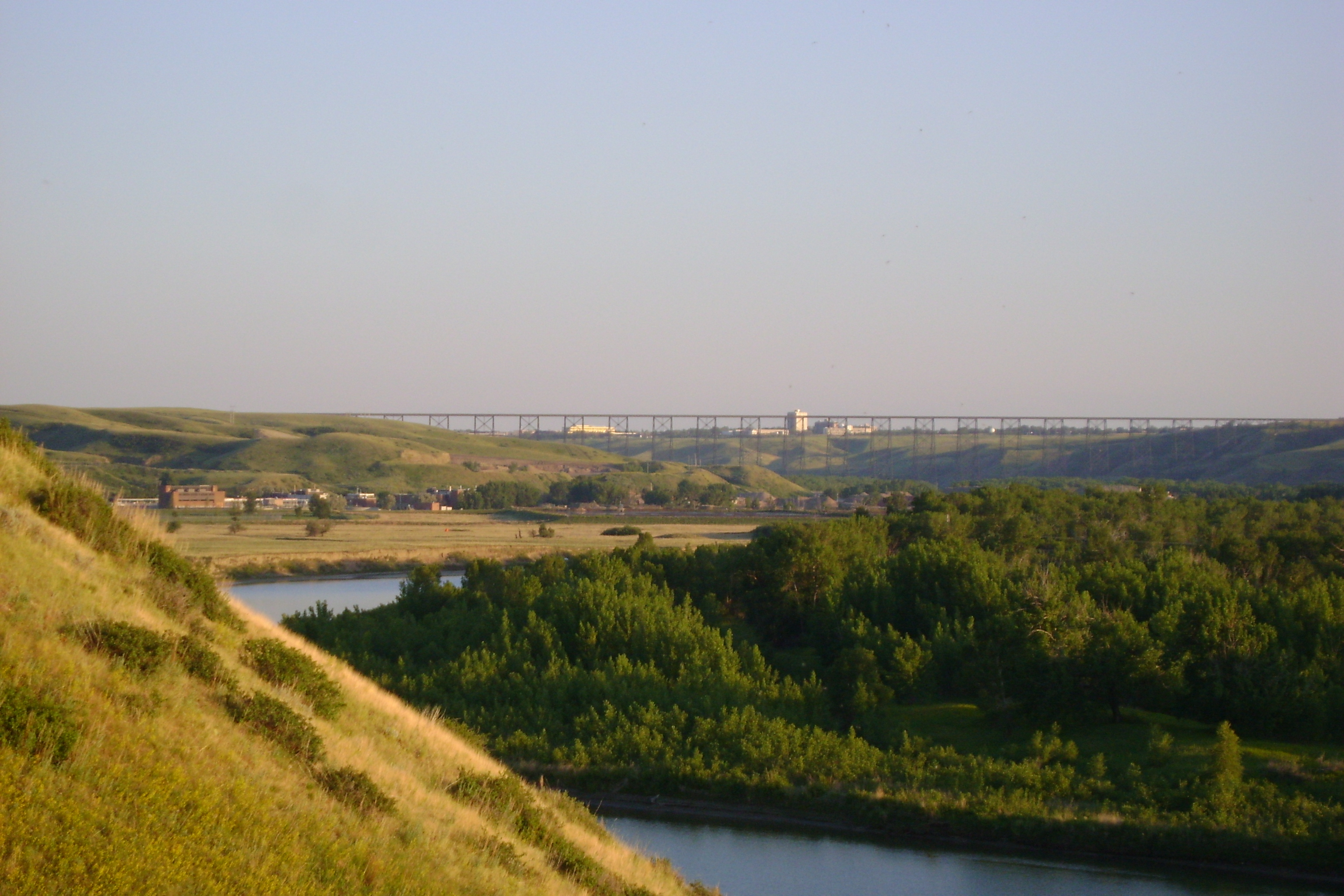
Виадук Летбридж, вид из парка Александер Уайлдернесс